# (I Can't Make It) Another Day
(I Can't Make It) Another Day is een nummer van de Amerikaanse artiest Michael Jackson.

## Uitgelekt
Een fragment van 90 seconden van het volledige nummer werd uitgebracht op het internet door een onbekende bron op 2 januari 2010, enkele maanden na de dood van Jackson in juni 2009. Kort hierna bevestigde singer-songwriter Lenny Kravitz dat hij het nummer had geproduceerd, geschreven en samengesteld. Het nummer was bedoeld voor het album Invincible maar werd uiteindelijk geschrapt. Omdat het nummer toch geschrapt werd had Lenny Kravitz de tekst gebruikt voor zijn eigen nummer Storm (2004). Na het uitlekken van "(I Can't Make It) Another Day" kwamen er snel stukjes van op het internet. Sony probeerde elk fragementje weg te halen maar kon zijn taak niet volbrengen. Nog tot op vandaag is nog altijd de originele versie van (I Can't Make It) Another Day te beluisteren. Op 10 december 2010 kwam het album Michael uit. Hierop staan niet eerder uitgebrachte nummers van Michael Jackson, waaronder (I Can't Make It) Another Day.